# Sun Hongbin
Sun Hongbin (chinesisch: 孙宏斌; * 1963 in Yuncheng, Provinz Shanxi) ist ein chinesischer Unternehmer, Immobilienentwickler und Gründer und Vorsitzender der Sunac China Holdings. Mitte 2019 wurde sein Vermögen auf 10,4 Milliarden US-Dollar geschätzt.

## Leben
Sun erwarb 1985 einen Master-Abschluss an der Tsinghua-Universität und besuchte 2000 ein sechswöchiges Advanced Management-Programm an der Harvard Business School.
Er arbeitete zunächst für Lenovo und gründete 1994 sein erstes Unternehmen, das Immobiliengeschäft Sunco. Das Unternehmen scheiterte und Sun verkaufte es 2006 an Road King Infrastructure.
2003 gründete er in Tianjin den Immobilienentwickler Sunac, der 2010 an die Börse ging. Er besitzt knapp die Hälfte der Anteile des am Hong Kong Stock Exchange gelisteten Unternehmens.

## Sonstiges
Sun besitzt die US-amerikanische Staatsbürgerschaft und lebt in Tianjin. Er ist verheiratet und hat zwei Kinder.
1992 wurde er wegen Veruntreuung zu fünf Jahren Haft verurteilt. Er wurde im März 1994 freigelassen, legte Berufung gegen seine Verurteilung ein und wurde 2003 durch eine gerichtliche Überprüfung für unschuldig befunden.